# Takuya Honda
Takuya Honda (本田 拓也, Honda Takuya) est un footballeur japonais né le 17 avril 1985 à Sagamihara dans la préfecture de Kanagawa au Japon.